# 33. Sinfonie (Haydn)
Die Sinfonie C-Dur Hoboken-Verzeichnis I:33 komponierte Joseph Haydn um 1760.

## Allgemeines

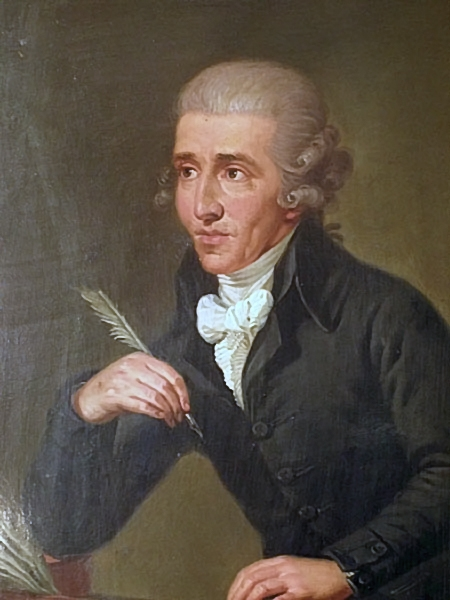
Joseph Haydn (Gemälde von Ludwig Guttenbrunn, um 1770)

Haydn komponierte die Sinfonie Nr. 33 um 1760, wobei das konkrete Entstehungsjahr nicht bekannt ist. Nach James Webster verweisen die Quellen bei der Sinfonie „klar auf ein Entstehungsdatum 1760 oder früher“, während die Hauptseite der Haydn-Festspiele Eisenstadt zur Sinfonie Nr. 33 als Kompositionsdatum „1761 bis Frühjahr 1762“ angibt. Während erstere Angabe auf Haydns Anstellungszeit beim Grafen Morzin verweist, reicht letztere Quellenangabe bereits in die Anstellungszeit beim Fürsten von Esterházy (ab 1. Mai 1761).

„Schwieriger zu datieren, ja überhaupt mit dem Esterházyschen Hof in Verbindung zu bringen, ist (...) die Sinfonie Hob. I:33, bei der die Besetzung mit Pauken und Trompeten durch die Quellen gut gesichert ist. Diese Instrumente gehörten aber nicht zum regulären Bestand der Esterházyschen Kapelle. Demnach könnte Hob. I:33 entweder vor Mai 1761 oder für einen auswärtigen Auftraggeber bzw. Anlaß oder aber für eine besondere Festlichkeit am Hof komponiert worden sein, zu der dann zusätzliche auswärtige Musiker oder die Eisenstädter Thurnermeister verpflichtet wurden. Dafür käme beispielsweise der feierliche Einzug Fürst Nikolaus I. in Eisenstadt am 17. Mai 1762 nach seiner Regierungsübernahme in Frage. Mehrere Indizien sprechen dafür, daß die Sinfonie im Umkreis der „Tageszeiten-Sinfonien“ sowie von Sinfonie Hob. I:36, nicht aber bereits vor der Zeit am Esterházyschen Hof geschrieben wurde. Auffällig ist vor allem, daß Haydn in Hob. I:33 von Gestaltungskonventionen abweicht, die sich in seinen früheren C-Dur Sinfonien Hob. I:20, 32 und 37 finden. So stehen anders als in jenen frühen Sinfonien weder der 1. Satz im 2/4-Takt noch das Finale im 3/8-Takt.“

Im Verhältnis zur früheren Sinfonie Nr. 32 mit ähnlichem Typus ist Nr. 33 auch insoweit „fortschrittlicher“, als der letzte Satz nicht als leichtgewichtiges „Kehraus“ aufgebaut ist (was damals noch üblich war), sondern (wie es später üblich werden sollte) ein annähernd gleichwertiges Gewicht im Verhältnis zum ersten Satz hat.

## Zur Musik
Besetzung: zwei Oboen, zwei Hörner in C alto, zwei Trompeten, Pauken, zwei Violinen, Viola, Cello, Kontrabass. Zur Verstärkung der Bass-Stimme wurde damals auch ohne gesonderte Notierung ein Fagott eingesetzt. Über die Beteiligung eines Cembalo-Continuos in Haydns Sinfonien bestehen unterschiedliche Auffassungen.
Aufführungszeit: ca. 20 Minuten (je Tempo und nach Einhalten der vorgeschriebenen Wiederholungen)
Bei den hier hilfsweise benutzten Begriffen der Sonatensatzform ist zu berücksichtigen, dass dieses Modell erst Anfang des 19. Jahrhunderts entworfen wurde (siehe dort) und für eine Sinfonie von ca. 1760 nur mit Einschränkungen herangezogen werden kann.  – Die hier vorgenommene Beschreibung und Gliederung der Sätze ist als Vorschlag zu verstehen. Je nach Standpunkt sind auch andere Abgrenzungen und Deutungen möglich.

### Erster Satz: Vivace
C-Dur, 3/4-Takt, 149 Takte

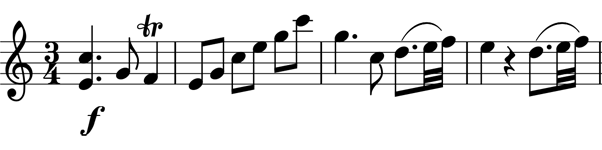
Beginn des Vivace: 1. Violine mit Motiv 1 und Motiv 2

Die Sinfonie eröffnet als kontrastreicher Motivkomplex („erstes Thema“): Auf die Eröffnungsfanfare mit Triller und aufsteigendem C-Dur – Dreiklang (Motiv 1) folgt eine dreifach wiederholte schließende Floskel (Motiv 2) und eine sangliche, absteigende Linie (Motiv 3), die von durchlaufenden Achtelketten unterlegt ist. Diese bestimmen auch den weiteren Verlauf und bewirken den vorwärtstreibenden Impuls des Satzes. Das weitere Geschehen ist ebenfalls durch eine Abfolge von kontrastierenden Elementen gekennzeichnet: Forte-Piano – Motiv (Takt 10–12), Tremolo-Passage (Takt 13–16), Vorschlags-Motiv (Takt 17–19), Synkopen-Passage mit fallender Linie (Takt 20–24) und eine zur Dominante G-Dur führende Schlusswendung mit virtuosen Läufen.
Der anschließende Seitensatz in G-Dur (Takt 29 ff., „zweites Thema“) greift die schließende Floskel von Motiv 2 wieder auf und fügt dann ebenso eine sangliche Linie an (insofern sind beide „Themen“ ähnlich strukturiert). Auch die Schlussgruppe ab Takt 34 bringt nach wenig melodiösen Forte-Akkordschlägen eine sangliche Figur, ehe der erste Satzteil mit G-Dur – Akkordbrechungen endet.
Der Mittelteil (Durchführung, Takt 52 ff.) beginnt mit dem Fanfarenmotiv vom ersten Thema. Die Dreiklangsbrechungen vom Fanfarenmotiv werden ausgedehnt, dafür fallen die schließende Floskel und die sangliche Linie weg. In Takt 60 setzt als Scheinreprise das erste Thema in C-Dur mit Fanfarenmotiv und schließender Floskel ein, ehe dann im weiteren Verlauf der eigentliche Verarbeitungsteil anfängt. Anfangs führt Haydn mit Tremolo und Triller nach E-Dur, wo eine imitatorische Passage mit dem Vorschlagsmotiv aus Takt 19 einsetzt. Die anschließende sangliche Figur in a-Moll erinnert an die entsprechende Passage vom zweiten Thema. In Takt 90 setzt von E-Dur ausgehend eine Frage-Antwort – Passage ein im Wechsel von forte und piano ein, wobei die Forte-Antwort mit ihren Akkordschlägen an die Schlussgruppe erinnert. Von F-Dur aus wechselt Haydn anschließend mit Tremolo und Akkordbrechungen aus der Schlussgruppe (Takt 101 ähnlich wie Takt 49) zurück zur Tonika C-Dur.
Die Reprise (ab Takt 103) beginnt mit dem ersten Thema in C-Dur. Sie ist weitgehend wie die Exposition strukturiert. Exposition wie auch Durchführung und Reprise werden wiederholt.
Walter Lessing weist auf die Ausgewogenheit der Satzproportionen hin: Exposition und Durchführung sind jeweils 51 Takte lang, die Reprise mit 47 Takten nur wenig kürzer.

### Zweiter Satz: Andante
c-Moll, 2/4-Takt, 105 Takte
Der Satz ist nur für Streicher instrumentiert und häufig lediglich zweistimmig gehalten (Violinen sowie Viola und Bass parallel). Durch diese sparsame Besetzung, die Dominanz von Piano und den Wechsel zu Moll bildet der Satz einen Kontrast zum vorangehenden, festlich-„lärmenden“ Vivace.
Die schlichte, klagende Melodielinie des ersten Themas besteht aus einem ausgehaltenen Liegeton mit unterlegter, schreitender Bassfigur (Takt 1–3), Tonrepetition und Sekundmotiv (Seufzermotiv, Takt 3–6) sowie einer Schlusswendung mit Akzent und Triole (Takt 6–8). Das Thema wird dann verkürzt als Variante wiederholt (Takt 9–14). Ein weiteres Akzentmotiv mit großem Intervallsprung abwärts (Duodezime) führt über chromatisch aufsteigende Bewegung zu einer Triolenpassage, welche die Tonika-Parallele Es-Dur etabliert. In Es-Dur geht es dann weiter als schreitende, melodischere Sechzehntel-Bewegung der Violinen (zweites „Thema“). Die Schlussgruppe (ab Takt 32) greift den Liegeton, die Tonrepetition sowie die Schlusswendung vom ersten Thema auf.
Die Durchführung (Takt 41 ff.) setzt mit dem ersten Thema in Es-Dur ein, spinnt dann das Material mit Liegeton, Tonrepetition und Triolen weiter fort und wechselt dabei nach f-Moll. In f-Moll treten dann das zweite „Thema“ und der Kopf vom ersten Thema auf. Eine dem zweiten „Thema“ strukturell entsprechende, gleichmäßige Sechzehntelbewegung der Violinen führt über G-Dur zurück zur Tonika c-Moll, in der in Takt 73 die Reprise beginnt. Diese hat Haydn wie die Exposition strukturiert, aber die chromatisch aufsteigende Linie ausgelassen. Exposition sowie Durchführung und Reprise werden wiederholt.

### Dritter Satz: Menuet
C-Dur, 3/4-Takt, mit Trio 44 Takte

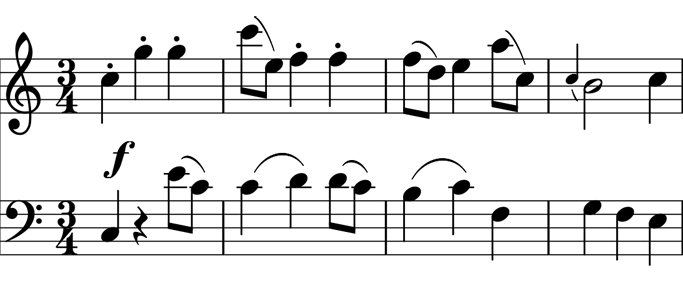
Beginn des Menuett, 1. Violine und Bass, Takt 1–4

Der ganze erste Teil des festlichen Menuetts (Takt 1–10) steht im Forte und ist bis auf die Schlusswendung mit virtuosen Triolen durch seine abgesetzt – schreitende Bewegung mit Wechsel von Vierteln und Achteln gekennzeichnet. Die melodieführenden Oberstimmen (Oboen und Violinen) führen dabei größere Intervallsprünge aus als die gegenstimmenartig dazu gesetzten Unterstimmen (Viola und Bass) mit ihren Sekundschritten. Dadurch und durch das Auftreten der Achtelwendung auf dem ersten und dritten Viertel des Taktes wird der Schreitrhythmus aufgelockert.
Der zweite Teil des Menuetts besteht aus einer sechstaktigen Piano-Passage, in der die 2. Violine eine Variante vom Oberstimmen-Material und die 1. Violine eine Variante des gegenstimmenartigen Unterstimmen-Materials aus dem ersten Teil spielt. Bereits in Takt 17 wird reprisenartig der Hauptgedanke im Forte wieder aufgegriffen.
Das Trio steht in F-Dur. Ebenso wie das Andante ist der Satz nur für Streicher und überwiegend zweistimmig instrumentiert: Die stimmführende Melodielinie (1. und teilweise 2. Violine) ist größtenteils in Synkopen gehalten, während die Begleitlinie (2. Violine teilweise und Bass) durch dem normalen Taktrhythmus entsprechende, gleichmäßigen Viertel und Achtel gekennzeichnet ist.

### Vierter Satz: Allegro
C-Dur, 2/4-Takt, 136 Takte

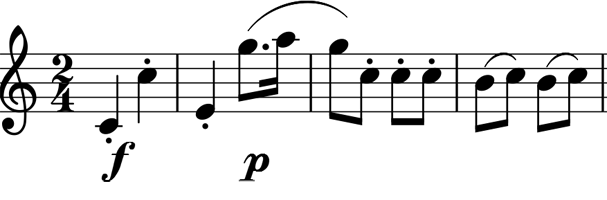
Beginn des Allegro, 1. Violine, Takt 1–4

Der Satz beginnt mit einem auffallenden Unisono-Motiv im Forte aus drei Vierteln (Oktave aufwärts und Sexte abwärts), gefolgt von einer Piano-Antwort der beiden Violinen, diese mit charakteristischem Auftakt im punktierten Rhythmus. Dieser viertaktige Hauptgedanke („Thema“) wird als Variante wiederholt, die zur Subdominante F-Dur führt. Der dritte Anlauf mit dem Unisono-Motiv spinnt das Auftaktmotiv mit Begleitung der Bläser und Tremolo weiter und geht dann in eine Achtel-Passage mit wilden Staccato-Intervallsprüngen über. Ab Takt 20 setzt nach einer weiteren Variante des Unisono-Motivs erneut eine Staccato-Passage mit großen Intervallsprüngen an, nun aber in Vierteln und unterlegt von Synkopen der 2. Violine. Anschließend etablieren virtuose Sechzehntel-Läufe der Violinen die Dominante G-Dur, in der ab Takt 41 die Schlussgruppe im Piano einsetzt. Hier tritt der Auftakt mit punktiertem Rhythmus vom Satzanfang wieder hervor. Die Exposition wird durch ein einfaches Quartmotiv aufwärts mit Hornbeteiligung im Piano beendet und wiederholt.
Die Durchführung weist „eine fast opernhafte Dramatik“ auf: Ausgehend vom Unisono-Motiv setzt in Takt 55 ein längerer Forte-Abschnitt ein, bei dem die vom Unisono-Motiv abgeleitete Viertelbewegung im Bass von Tremolo und ausgehaltenen Oboenakkorden begleitet wird. Haydn moduliert dabei von g-Moll über d-Moll, A-Dur, B-Dur und F-Dur nach f-Moll in Takt 67/68. Hier erfolgt dann zu Takt 69/70 eine enharmonische Umdeutung des As (Terz von f-Moll) zum Gis (Terz von E-Dur), die wahrscheinlich für den Hörer des 18. Jahrhunderts sehr abrupt gewirkt hat. Haydn wechselt dann weiter über a-Moll und d-Moll zu G-Dur, das anfangs im Fortissimo und mit Septime, dann Piano mit Elementen der Schlussgruppe (Auftaktmotiv) die Reprise vorbereitet.
Die Reprise (Takt 91 ff.) ist weitgehend ähnlich der Exposition strukturiert. Die Passage mit den virtuosen Läufen ist jedoch um einige Trillerfiguren erweitert. Nach der Schlussgruppe setzt Haydn noch eine strettaartige Coda ans Ende. Auch Durchführung und Reprise werden wiederholt.
Peter Brown hebt das Allegro als einen der bedeutendsten Sinfonie-Schlusssätze von Haydns frühesten Sinfonien hervor.